# Eduard Jener
Eduard Jener i Casellas (Barcelona, 1882 - Barcelona, 1967) fue un dibujante y pintor que se formó en la escuela de San Carlos (Valencia).
Como pintor, su obra se caracteriza por los paisajes mallorquines, temas andaluces y dieciochescos, y conjuntos multitudinarios con fondos de paisajes escenográficos.
Decorador e ilustrador publicitario, trabajó asiduamente para la empresa de perfumería Myrurgia.